# Cleardale
Cleardale est un hameau situé dans la province d'Alberta, dans le centre-ouest.